# Obroty
Obroty – wieś w Polsce położona w województwie zachodniopomorskim, w powiecie kołobrzeskim, w gminie Kołobrzeg.
Przy wschodniej części wsi płynie struga Nieciecza.